# 高久晃
高久 晃（たかく あきら、1933年 - 2015年）は、日本の医学者。専門は、脳神経外科学。学位は、医学博士。富山医科薬科大学医学部脳神経外科学教室教授（初代1980年-1997年）、富山医科薬科大学学長（1997年-2003年）。
脳神経外科顕微鏡手術に優れ脳神経外科手術の治療成績と安全性の向上、国内外の若手医師の指導など幅広く脳神経外科の発展に寄与する。2016年3月27日、富山市シティホールにて富山大学脳神経外科同門会・高久家合同お別れの会が開催された。

## 略歴
- 1933年5月10日、中国・撫順にて出生。福島県会津に育つ。
- 1958年3月東北大学医学部卒業。同医学部第二外科学教室入局。
- 1964年7月東北大学附属脳疾患研究施設助手。
- 1964年9月東北大学脳神経外科診療開始。
- 1972年10月東北大学医学部附属脳疾患研究施設・助教授助手。
- 1980年4月富山医科薬科大学医学部脳神経外科学・教授。富山医科薬科大学医学部脳神経外科開設。
- 1986年8月富山医科薬科大学評議員。
- 1991年11月富山医科薬科大学医学部長。
- 1998年4月富山医科薬科大学学長。
- 2004年3月富山医科薬科大学学長を任期満了により退官。同年4月よりみどり苑施設長。

## 審議会委員等
- 日中医学協会・評議員（1988年〜）。
- 医学教育振興財団・評議員（1991年〜1995年）。
- 日本医学会・評議員（1996年〜）。
- 日本学術振興会・専門委員（1996年〜）。

他、多数。

## 学会活動
- 第12回日本小児脳神経外科研究会・会長（1988年）。
- 第5回日本老年脳神経外科学会・会長（1992年）。
- 第54回日本脳神経外科学会総会・会長代行（1995年、会長：杉田虔一郎名古屋大学教授、逝去のため）。
- 第55回日本脳神経外科学会総会・会長（1995年〜1996年）。

## 受賞歴
- 東北大学医学部奨学賞銀賞（1967年）。
- 富山新聞文化賞（1997年）。
- 福島県県外在住功労者知事表彰（2009年）。

## 叙位・叙勲
- 瑞宝重光章受章（2009年春）[1]
- 叙位正四位（2015年12月13日）

## 脚註
1. ↑  “平成21年春の叙勲 瑞宝重光章受章者” (PDF).  内閣府. p. 2 (2009年4月29日). 2009年5月9日時点のオリジナルよりアーカイブ。2023年4月9日閲覧。